# نیروی زمینی ایالات متحده آمریکا در اقیانوس آرام
نیروی زمینی ایالات متحده آمریکا در اقیانوس آرام (انگلیسی: United States Army Pacific) یک فرماندهی بخش خدمات نیروی زمینی ایالات متحده آمریکا است که خدمات نیروی زمینی را برای فرماندهی اقیانوس هند-آرام ایالات متحده آمریکا ارائه می‌کند، همچنین ممکن است به‌عنوان ستاد نیروی ویژه مشترک عمل کند. این فرماندهی در آلاسکا، هاوایی، ژاپن و کره جنوبی نیرو دارد، همچنین در جنوب شرقی آسیا، در کشورهایی که از فیلیپین تا بنگلادش و هند امتداد دارند، مأموریت‌هایی انجام می‌دهد. نیروهای ایالات متحده در کره از ژانویه ۲۰۱۲ فرماندهی و کنترل عملیاتی نیروهای آمریکایی در کره را برعهده داشته است و ستاد نیروی زمینی اقیانوس آرام بر تأمین نیرو، آموزش و تجهیز نیروهای زمینی ایالات متحده در کره جنوبی نظارت دارد.
واحدهای تابعه این فرماندهی گاهی اوقات مأموریت‌های بشردوستانه را در مکان‌هایی مانند هائیتی، کوبا و خاورمیانه انجام می‌دهند. ریشه‌های تأسیس نیروی زمینی ایالات متحده آمریکا در اقیانوس آرام به سال ۱۸۹۸ بازمی‌گردد و فرم کنونی آن در سال ۱۹۲۱ شکل گرفت.